# Алея Снайперів

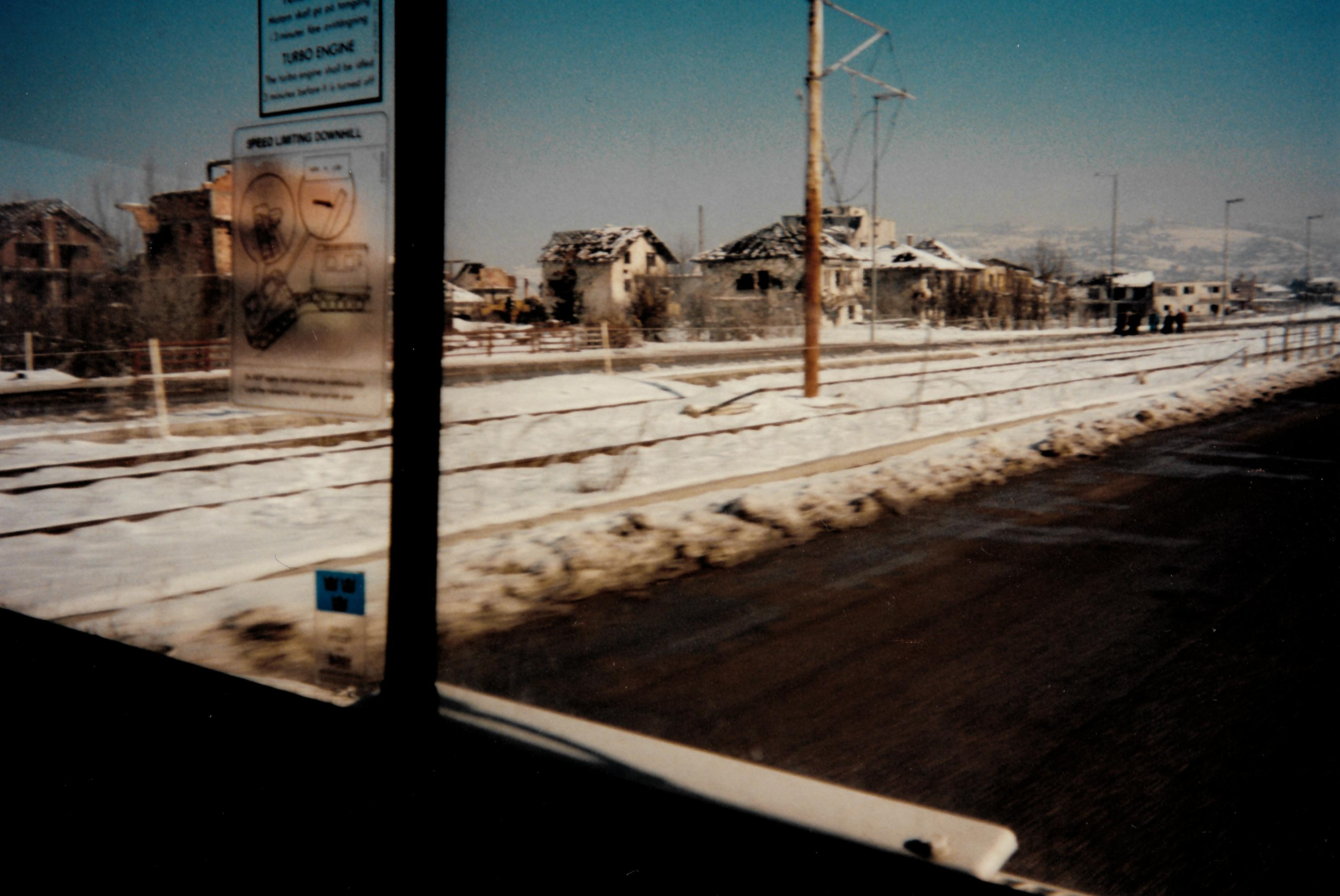
Алея Снайперів у 1996 р., фото з авто миротворців IFOR.

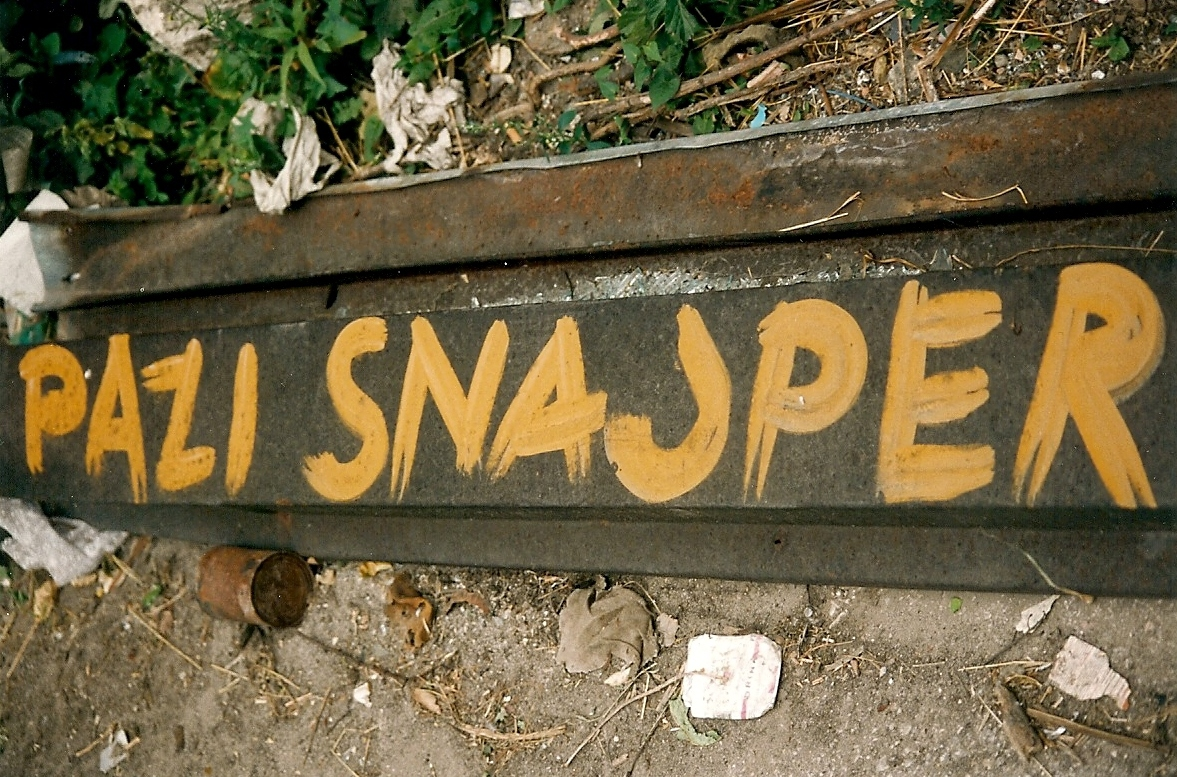
«Бережись снайпера», − напис від руки.

«Снайперська алея» (босн., хорв. та сербською: Snajperska aleja / Снајперска алеја, обидва варіанти написання прийнятні) − це неофіційна назва вулиці Дракона з Боснії або Ulica Zmaja od Bosne (в оригіналі улица Змаја од Босне, її було названо на честь Хусейна Градашчевича). Це головний проспект у боснійській столиці Сараєво, яка під час Боснійської війни перебувала під перехресним вогнем зі снайперських позицій, тому й здобула сумнівну славу вкрай небезпечного місця. Ця дорога поєднує промислові райони (а тепер і Сараєвський аеропорт) зі старим містом, де містяться історичні та культурні пам'ятки. Сама ж місцевість розташована посеред багатьох високих будівель і тому дає снайперам хорошу позицію для бою.

Гори, що оточують Сараєво, використовувались для розміщення снайперів. Достатня відстань до цілей забезпечувала безпечність таких позицій та хорошу видимість пересічних людей і транспорту. Окрім того, місто було в облозі югославськими (фактично сербськими) військами та російськими добровольцями, тому місцевим жителям, незважаючи на небезпеку, доводилось активно пересуватися Сараєвом у пошуках їжі та прихистку. 

## Пам'ять

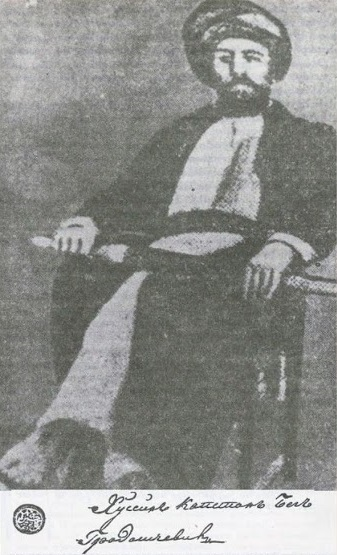
Хусейн Градашчевич, іменем якого названо вулицю

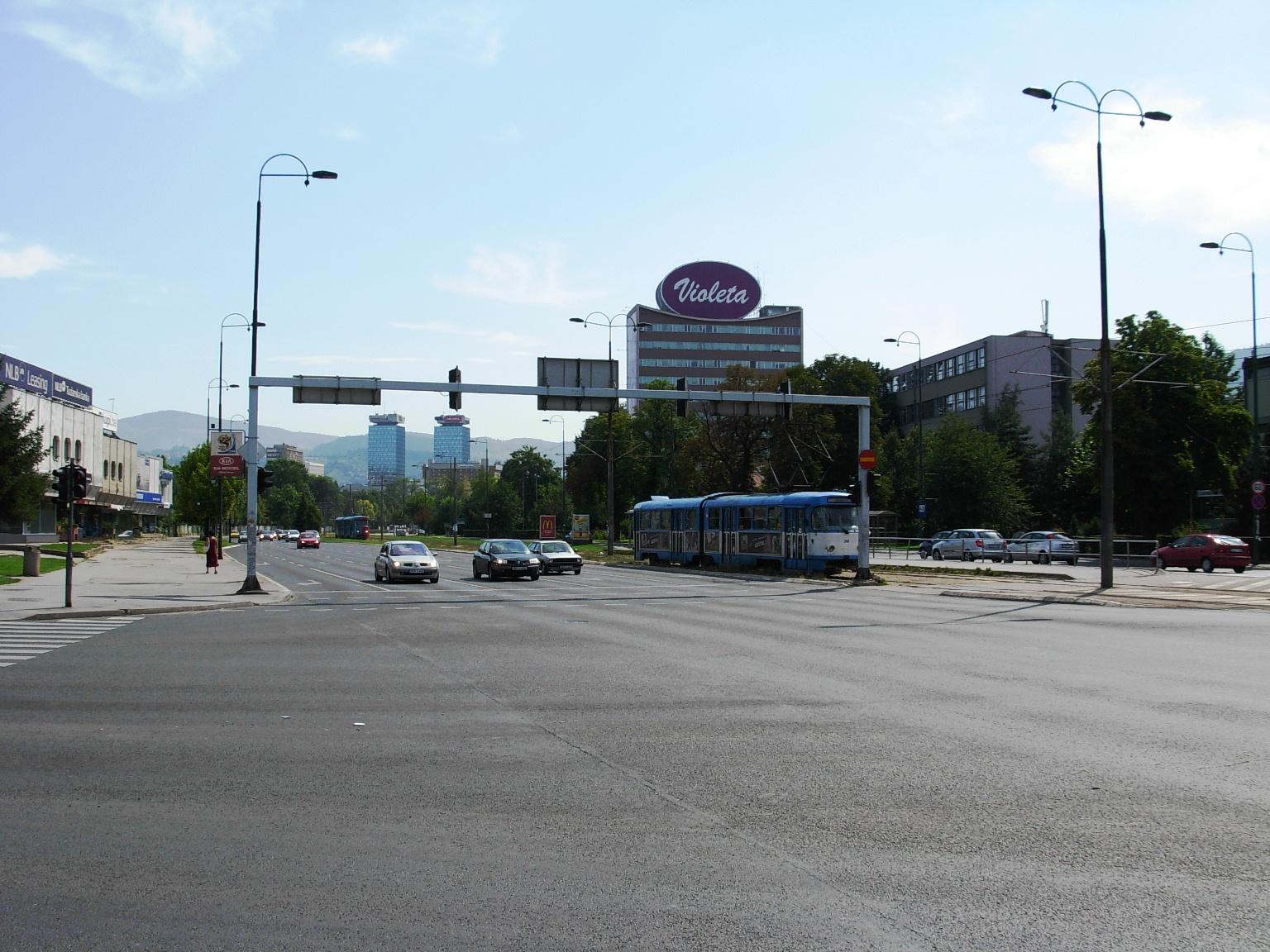
Вулиця Змія з Боснії у 2011 році

2011 року, у річницю початку війни, адміністрація Сараєва вшанувала пам'ять загиблих тут мешканців, виставивши на цій вулиці 11.541 стілець, за числом загиблих під час війни.

## У ЗМІ
- Алею снайперів було зображено у фільмі «Миротворець».
- У фільмі 1997 року «Вітаємо в Сараєві» режисера Майкла Вінтерботтома можна побачити кілька сцен і справжні снайперські позиції, з яких розстрілювали мешканців міста.
- Художник Енкі Білаль зображає цю частину Сараєва у графічній новелі «Le Sommeil du monstre» (укр. Сон монстра).
- Документальне кіно 2008 року «Знімаючи Роберта Кінґа» містить сцену, де головний герой згадує, як він робив знімки посеред Алеї снайперів, незважаючи на небезпеку.
- У фільмі «В краю крові і меду» (In the Land of Blood and Honey) є кадри, де люди переходять цю вулицю.
- У 2014 році вийшла відеогра This War of Mine (укр. «Моя війна»), в якій локація Снайперський перехід (Sniper Junction) відображає Алею снайперів, де гравцеві доводиться бігти відкритою місцевістю і ховатися під усілякі об'єкти, аби вберегтися від снайперських пострілів із готелю.